# Google Arts & Culture
 (juin 2019).
Google Arts & Culture (anciennement Google Art Project) est un service mis en ligne par Google en février 2011, permettant notamment de faire la visite virtuelle de divers musées ou projets à caractère culturels et patrimoniaux, et de visualiser des images en haute définition dans des thématiques très variées.

## Musées mis en ligne
Grâce à la technologie Street View, Google a permis la numérisation en 3D, de 32 000 œuvres de 151 musées ou lieux différents à travers 40 pays.
Les 17 musées ayant participé au lancement du projet en 2011 sont :
- Alte Nationalgalerie ;
- Freer Gallery of Art ;
- The Frick Collection ;
- Gemäldegalerie ;
- Metropolitan Museum of Art ;
- MoMA ;
- Musée Reina Sofía ;
- Musée Thyssen-Bornemisza ;
- Musée Kampa ;
- National Gallery de Londres ;
- Musée de l'Histoire de France ;
- Rijksmuseum Amsterdam ;
- The State Hermitage Museum ;
- Galerie Tretiakov ;
- Tate Britain ;
- Galerie des Offices ;
- Musée Van Gogh.

S'agissant des institutions françaises, les collections du musée d'Orsay, du musée de l'Orangerie, du musée du quai Branly, du musée Condé à Chantilly et du château de Fontainebleau se sont ajoutées à Versailles en 2012.
En 2022, le musée de l'Armée rejoint également la plateforme.

## Expositions virtuelles
En 2018 Google Art met en ligne « Pocket Gallery » qui propose des visites de galeries virtuelles utilisant la réalité augmentée.
En mai 2018, Google Art met en ligne une exposition intitulée « Face of Frida » entièrement consacrée à Frida Kahlo. Avec plus de 800 œuvres, c'est la plus grande exposition consacrée à cette artiste.
Depuis octobre 2021, la « Pocket Gallery » est accessible de tous sur le Web, ce qui signifie que les visites virtuelles peuvent être explorées sur ordinateur et sur mobile avec ou sans capacités de réalité augmentée (AR).